# Kaponir
Kaponir (franc. caponnière "kopunova koliba", tj. kokošinjac; niša) je tip fortifikacijske strukture koji se postavlja na eskarpu u jarku, a služi za obranu prolaza na dnu jarka uz pomoć lakog oružja ili manjih topova. Može biti jednostavni ili dvostruki, ovisno o tome da li je pojačan s jedne ili obje strane.
Vatra koja dolazi iz različitog oružja (npr. iz mušketa, strojnica, kartetša itd.) usmjerena je prema dnu priležećeg jarka sprječavajući neprijatelja da ondje potraži zaklon.
U nekim tipovima bastioniranih fortifikacija kaponir je služio samo kao zaštićeni način pristupa isturenim fortifikacijskim strukturama, dok se s bastiona branio jarak otvaranjem vatre s glavnih parapeta. 
Termin kaponir izvorno je označavao zaštićenu stazu koja je išla preko jarka, a spajala je zidine utvrde s revelinom smještenim izvan zidina. To nije bila obična staza jer se mogla koristiti za otvaranje vatre na neprijatelja koji se nalazio u jarku između revelina i kurtine zidina, kao i za onemogućavanje bilo kakvog pokušaja uspinjanja uz zidine. Stoga je prilazna staza bila opremljena otvorima za muškete i topove koji su mogli pucati prema jarku. 
Kako su fortifikacije evoluirale prema jednostavnijem poligonalnom stilu, termin se počeo koristiti za označavanje blockhausa koji su se postavljali na uglove jarka zadržavajući jednaku funkciju u utvrdi navedenog stila.
Kaponir obično ima oblik niskog blockhausa, često djelomično spuštenog na niži kat jarka, usmjerenog prema van u jarak s pristupom iz glavne utvrde kroz prolaz koji ide kroz kurtinu bedema ili kod utvrda koje su uglavnom smještene podzemno kroz tunel koji dolazi iz unutrašnjosti utvrde. Krov je ranjiv na padajuće projektile, pa je stoga obično neizmjerno tanak i zakrivljen radi skretanja padajućih projektila s putanje ili prekriven tankim slojem zemlje.
Kaponir je obično opremljen vatrenim pragom i puškarnicama kako bi omogućio trupama otvaranje vatre duž jarka, a često je opskrbljen malim topom koji također može počistiti jarak. Kako bi se uklonili dimovi nastali tijekom paljbe, krov kaponira često je opremljen ventilacijskim otvorima.
Kako bi se izbjeglo da vatra iz jednog kaponira bude usmjerena na drugi, kaponiri se obično postavljaju pod različitim kutovima na os utvrde, tako da je vatra iz njih usmjerena na prazni zid na suprotnom kraju jarka, omogućivši potpunu pokrivenost jarka bez izlaganja drugog kaponira vatri. Duljina ravnih odjeljaka jarka odabrana je tako da može biti pokrivena samo iz jednog kaponira. Kaponiri su često klinastog oblika tako da mogu pucati na obje strane jarka.
Alternativa kaponiru je kontraeskarpna baterija izdubljena na vanjskom licu ugla jarka, stvarajući isto vatreno polje. Baterija je također povezana tunelom s utvrdom, a prednost je što nema ranjiv krov kao kaponir, ali kako se nalazi izvan jarka potencijalno je ranjivija na granatiranje. Obje strukture mogu se pronaći u istoj utvrdi.
Kaponiri su uobičajeno obilježje fortifikacija iz 19. stoljeća, te se mogu vidjeti na gotovo svim viktorijanskim utvrdama na Malti, Palmerstonskim fortovima u UK-u, fortifikacijama u mnogim nordijskim zemljama, te na sljedećim utvrdama:
- Brest-Litovska tvrđava
- Kijevska tvrđava i
- Sevastopolj (Ukrajina).
- Dvorac Blackness posjeduje dobar primjerak koji se nalazi u Škotskoj.

## Primjeri
- Kaponir, Fort Napoleon, Oostende, Belgija

## Vanjske poveznice
- Amherst Fort - Kent  Arhivirana inačica izvorne stranice od 12. kolovoza 2007. (Wayback Machine)
- Tvrđava Vladivostok